# Eduard VII.
Eduard VII. (Albert Eduard; 9. listopadu 1841, Londýn – 6. května 1910, Londýn) byl král Spojeného království Velké Británie a Irska a britských dominií a císař Indie od 22. ledna 1901 do své smrti. Byl prvním britským panovníkem z dynastie Sasko-Kobursko-Gothajské, která byla jeho následníkem Jiřím V. posléze přejmenována na dynastii windsorskou.
Eduardovské období, které zahrnovalo dobu jeho vlády, se časově shodovalo s počátkem nového 20. století a přineslo významné změny v technologiích a vědě, včetně vzniku letectví, nárůstu socialismu a dělnického hnutí. Eduard sehrál důležitou roli v rozvoji floty britského námořnictva, vojenské zdravotní služby a reorganizace britské armády po druhé búrské válce. Podporoval dobré vztahy mezi Velkou Británií a jinými evropskými státy, zvláště s Francií.
Navštívil celkově devětkrát Mariánské Lázně, kde převážně vystupoval pod titulem vévoda z Lancasteru (Duke of Lancaster).

## Mládí

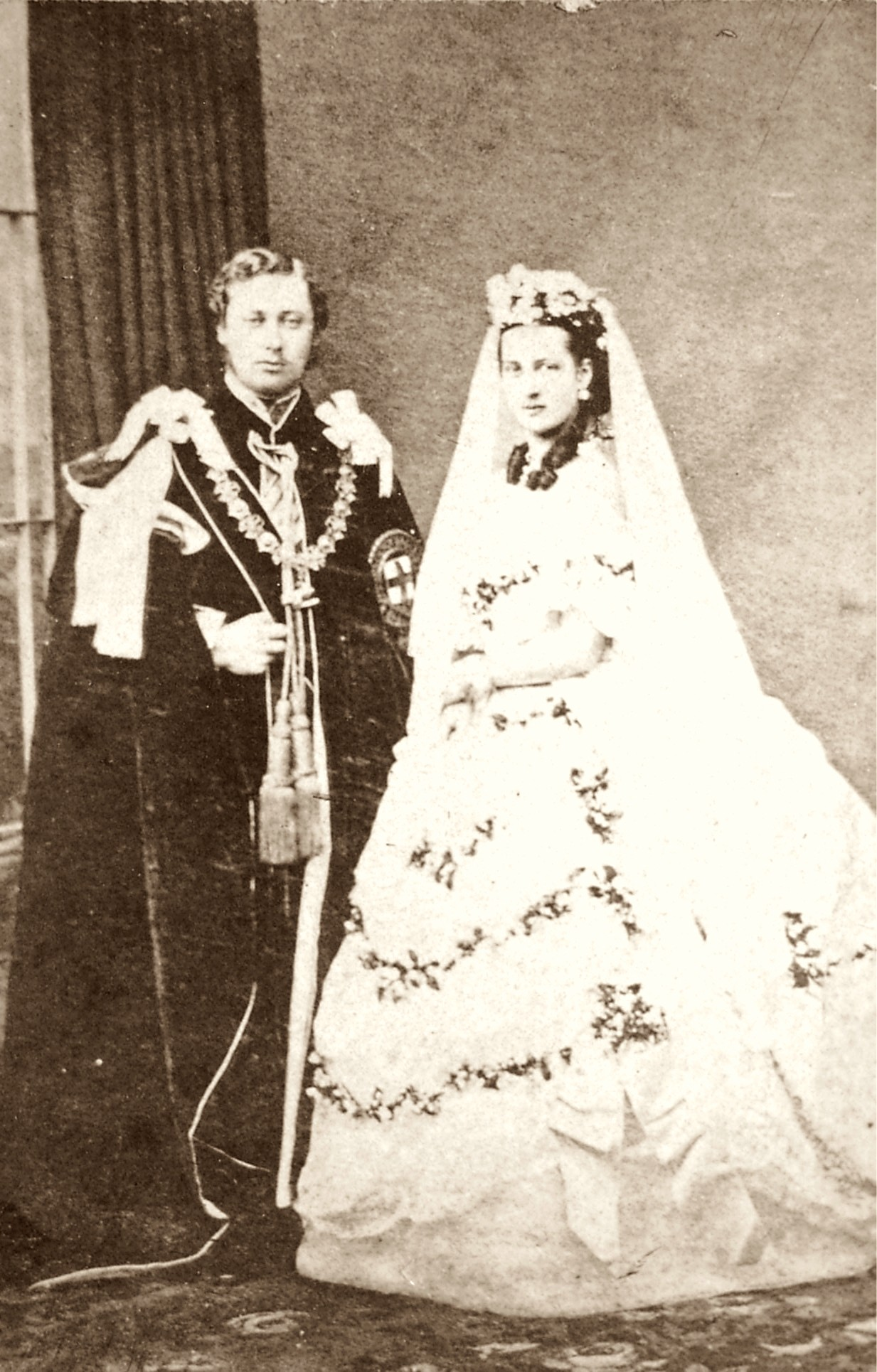
Svatební fotografie prince Eduarda a jeho manželky Alexandry Dánské

Narodil se 9. listopadu 1841 v Buckinghamském paláci v Londýně jako nejstarší syn královny Viktorie a jejího manžela Alberta. Byl pokřtěn jako Albert Edward 25. ledna 1842, přičemž Albert byl pojmenován po svém otci a Edward po dědečkovi z matčiny strany. Jako nejstaršímu synovi a dědici trůnu (korunní princ) mu byl krátce po narození udělen tradiční titul princ z Walesu (Prince of Wales). Roku 1863 se vzdal následnictví pro vévodství Sasko-Kobursko-Gothajské (v Německu) ve prospěch svého mladšího bratra Alfréda.
Jeho rodiče rozhodli, že Eduard musí mít vzdělání, které by ho připravilo na roli britského panovníka. Jeho studijní výsledky nebyly příliš dobré. Eduardovy kvality spočívaly spíše v jeho šarmu, společenskosti a taktu. Po krátkém studijním pobytu v Římě pokračoval ve studiu na Edinburské univerzitě a později na Christ Church College v Oxfordu.
Roku 1860 podnikl jako následník trůnu svou první cestu do Severní Ameriky. Jeho smysl pro humor a vybrané společenské chování podpořilo skvělý výsledek cesty. Kdekoli se v Americe objevil, byl vítán nadšenými davy a jeho návštěva přispěla ke zlepšení vztahů mezi Velkou Británií a Spojenými státy a k posílení Eduardovy sebedůvěry.
Po svém návratu se chtěl věnovat kariéře v armádě, ale jako následníkovi trůnu mu to bylo znemožněno. V září 1861 byl vyslán do Německa zdánlivě proto, aby sledoval vojenské cvičení, ale hlavním důvodem bylo jeho setkání s princeznou Alexandrou Dánskou. Toto setkání bylo zorganizováno na popud jeho rodičů královny Viktorie a prince Alberta, kteří došli k názoru, že by Eduard a Alexandra měli uzavřít manželství.

## Manželství
Poté, co Viktorie ovdověla, stáhla se z veřejného života. Krátce po Albertově smrti zajistila pro Eduarda cestu po Středním východě. Součástí cesty byla návštěva Egypta, Jeruzaléma, Damašku, Bejrútu a Konstantinopole. Sňatek Eduarda a Alexandry se konal 10. března 1863 v kapli svatého Jiří na Windsorském hradu.
Proslul četnými milostnými avantýrami. Mezi jeho milenky patřila francouzská herečka Sarah Bernhardtová, operní diva Hortense Schneiderová, nebo Jennie Churchillová.  Jeho manželka jeho nevěry velkoryse tolerovala.

## Následník trůnu

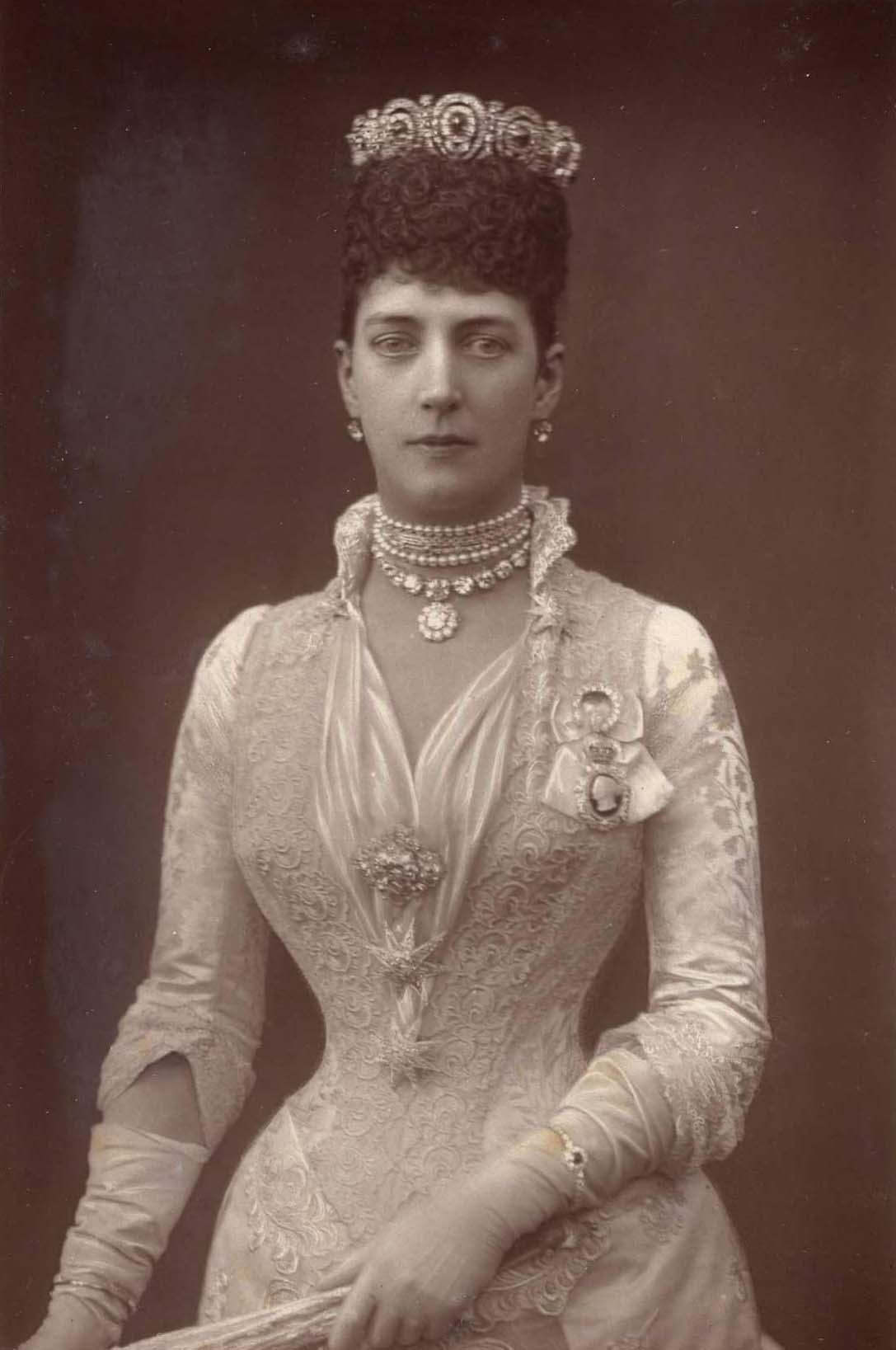
Eduardova manželka Alexandra Dánská

V době, kdy se Viktorie po smrti svého manžela neukazovala na veřejnosti, ji zastupoval princ Eduard. Zúčastnil se různých společenských akcí, jako byly otevření radnice v Halifaxu, nábřeží na Temži, Tower Bridge a jiných a byl tak prvním monarchou, který se prezentoval na veřejných akcích tak, jak je známe v současnosti. Nicméně mu jeho matka až do roku 1898 nedovolila zasahovat do státních záležitostí. Roku 1875 podnikl dlouhou osmiměsíční výpravu po Indii.
Eduard byl patronem umění a vědy a pomohl založit Royal College of Music. Také propadl hraní karet, měl rád venkovní sporty a byl také nadšeným lovcem. Podporoval módu nošení tvídového oblečení a zpopularizoval nošení smokingu. Zavedl zvyk jíst k nedělnímu obědu hovězí pečeni a opečené brambory s křenovou omáčkou, což zůstalo nejoblíbenějším nedělním jídlem Britů.

## Vláda
Když jeho matka královna Viktorie 22. ledna 1901 zemřela, stal se Eduard králem Spojeného království, císařem Indie a také králem britských dominií. Dům svých rodičů na Isle of Wight věnoval státu a sám žil v Sandringhamu. Je považován za prvního dědice britské koruny, který nastoupil na trůn bez dluhů. Jeho finance spravoval Dighton Probyn, který využíval rady Eduardových židovských přátel a to například i členů Rothschildovy rodiny. V době narůstajícího antisemitismu tak musel Eduard vzdorovat kritice, že otevřeně spolupracuje s Židy.
Eduard a Alexandra byli korunováni ve Westminsterském opatství 9. srpna 1902. Původně se měla korunovace odehrát již 24. června, ale Eduard byl postižen zánětem slepého střeva. Díky pokrokům v anestézii a antiseptice podstoupil operaci, prováděnou Frederikem Trevesem, která mu zachránila život. V té době se slepé střevo neodstraňovalo operativně a úmrtnost na toto onemocnění byla vysoká. Treves se rozhodl pro radikální zákrok odstraněním zaníceného slepého střeva. Eduard se již příští den cítil lépe a tato metoda se postupně začala používat jako hlavní možnost řešení zánětu slepého střeva.

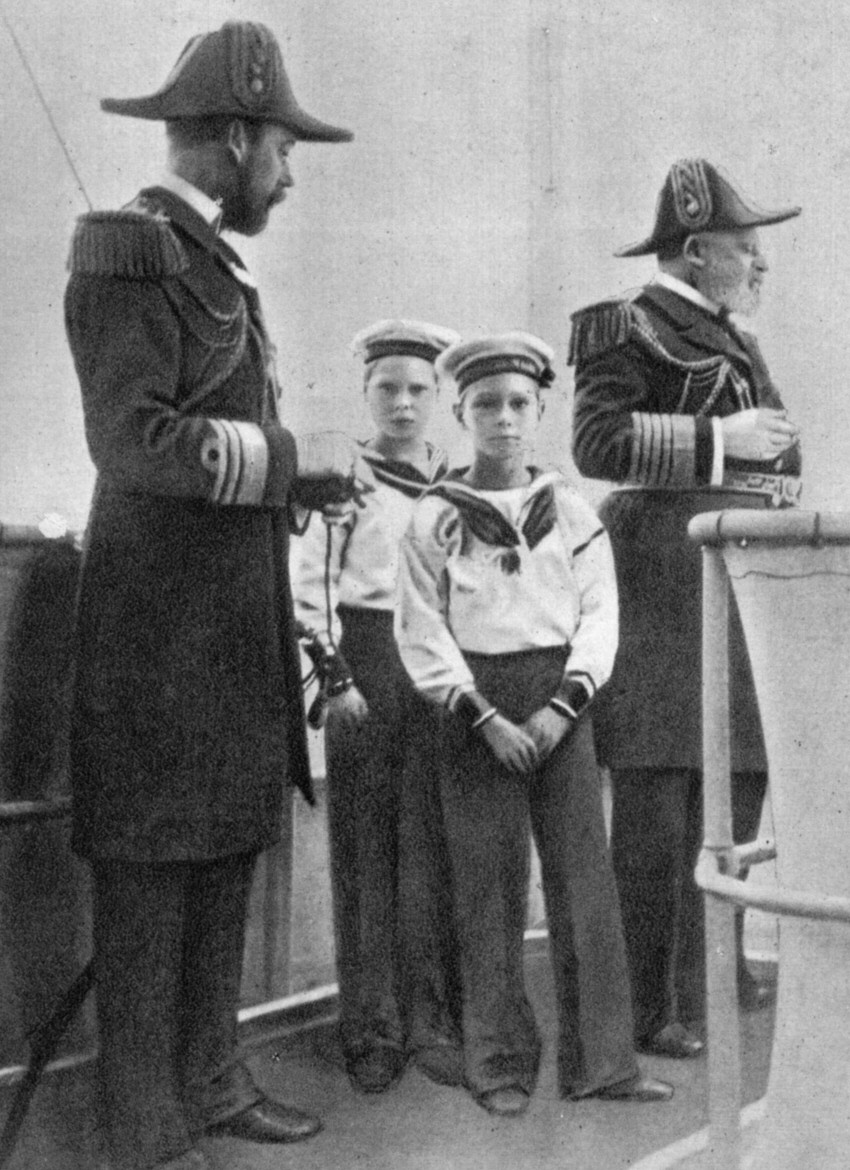
Eduard VII. (vpravo), jeho syn Jiří (vlevo) a jeho vnukové Eduard a Jiří

Eduardovými hlavními zájmy byly zahraniční cesty a starost o námořní a vojenské záležitosti. Uměl plynně francouzsky a německy a podnikl mnoho cest do zahraničí. Jednou z nejdůležitějších cest byla roku 1903 návštěva Francie, kde byl hostem prezidenta Loubeta. Po návštěvě papeže to byl další příspěvek k vytvoření důvěry mezi oběma státy, urovnání sporů o kolonie v Severní Africe a odvrácení rizika války mezi Británií a Francií. Srdečná dohoda, odstraňující rozpory mezi dvěma koloniálními mocnostmi, byla podepsána 8. dubna 1904, ukončila dlouhodobou rivalitu mezi oběma zeměmi a vytvořila protiváhu vůči narůstajícímu spojenectví mezi Německem a Rakouskem-Uherskem. Roku 1908 byl Eduard prvním britským panovníkem, který navštívil Ruské impérium.
Rád pobýval v Bad Ischlu a Mariánských Lázních, kde poprvé zavítal v roce 1897. Vrátil se sem ještě osmkrát. Přijížděl vždy v srpnu a strávil zde tři a čtyři týdny. V době jeho léčebných pobytů byl jeho osobním lékařem Adolf Ott a později jeho syn Ernst.

## Politické spory
Eduard se aktivně zapojil do diskuse o reformě armády, jejíž potřeba se projevila po druhé búrské válce. Podporoval reorganizaci velení armády, vytvoření dobrovolné zálohy armády a vytvoření expedičních sborů pro podporu Francie v případné válce proti Německu. Reforma královského námořnictva byla vyvolána i vznikem nové strategické hrozby – německého válečného námořnictva. Eduard podporoval názory Johna Fishera, který navrhoval efektivní úspory, zrušení zastaralých lodí a strategické přeskupení loďstva na torpédové čluny pro obranu země podporovanou bitevními loděmi.
V posledním roce svého života byl Eduard zapojen do ústavní krize způsobené odmítnutím přijetí rozpočtu navrženého liberální vládou vedenou H. H. Asquithem, který obsahoval daňová opatření směřující k přerozdělení bohatství, konzervativní většinou ve Sněmovně lordů. Král oznámil Asquithovi, že jmenuje nové peery, potřebné pro přijetí tohoto rozpočtu, pokud zvítězí ve dvou všeobecných volbách.

## Smrt
Eduard pravidelně vykouřil dvacet cigaret a dvanáct doutníků denně. Ke konci života trpěl zánětem průdušek. V březnu roku 1910 Eduard v Biarritzu zkolaboval. 27. dubna se vrátil do Buckinghamského paláce, i když stále trpěl zánětem průdušek. Jeho manželka se vrátila z Korfu 5. května. Následující den byl postižen několika zástavami srdce, ale odmítl ulehnout. Navečer ztratil vědomí a zemřel.

## Děti
- Albert Viktor (8. ledna 1864 – 14. ledna 1892), vévoda Clarence a Avondale, neoženil se a neměl potomky
- Jiří V. (3. července 1865 – 20. ledna 1936), král Spojeného království Velké Británie a Irska a císař indický v letech 1910–1936 ⚭ 1893 princezna Marie z Tecku (26. května 1867– 24. března 1953)
- Luisa Koburská (20. února 1867 – 4. ledna 1931), princess Royal ⚭ 1889 Alexandr Duff, 1. vévoda z Fife (10. listopadu 1849 – 29. ledna 1912)
- Viktorie (6. června 1868 – 3. prosince 1935), neprovdala se a neměla potomky
- Maud (26. listopadu 1869 – 20. listopadu 1938) ⚭ 1896 budoucí norský král Haakon VII. (3. srpna 1872 – 21. září 1957)
- Alexander John (6. dubna 1871 – 7. dubna 1871)

## Vývod z předků
|             |                                      |  |                             |                                              |  |  |  |  |  |  |  | Arnošt Fridrich Sasko-Kobursko-Saalfeldský |
|             |                                      |  |                             |                                              |  |  |  |  |  |  |  |                                            |
|             | František Sasko-Kobursko-Saalfeldský |  |                             |                                              |  |  |  |  |  |  |  |                                            |
|             |                                      |  |                             |                                              |  |  |  |  |  |  |  |                                            |
|             |                                      |  |                             | Žofie Antonie Brunšvicko-Wolfenbüttelská     |  |  |  |  |  |  |  |                                            |
|             |                                      |  |                             |                                              |  |  |  |  |  |  |  |                                            |
|             | Arnošt I. Sasko-Kobursko-Gothajský   |  |                             |                                              |  |  |  |  |  |  |  |                                            |
|             |                                      |  |                             |                                              |  |  |  |  |  |  |  |                                            |
|             |                                      |  |                             | Jindřich XXIV. Reuss-Ebersdorf               |  |  |  |  |  |  |  |                                            |
|             |                                      |  |                             |                                              |  |  |  |  |  |  |  |                                            |
|             | Augusta Reuss Ebersdorf              |  |                             |                                              |  |  |  |  |  |  |  |                                            |
|             |                                      |  |                             |                                              |  |  |  |  |  |  |  |                                            |
|             |                                      |  |                             | Karolina Ernestina Erbašsko-Schönberská      |  |  |  |  |  |  |  |                                            |
|             |                                      |  |                             |                                              |  |  |  |  |  |  |  |                                            |
|             | Albert Sasko-Kobursko-Gothajský      |  |                             |                                              |  |  |  |  |  |  |  |                                            |
|             |                                      |  |                             |                                              |  |  |  |  |  |  |  |                                            |
|             |                                      |  |                             | Arnošt II. Sasko-Gothajsko-Altenburský       |  |  |  |  |  |  |  |                                            |
|             |                                      |  |                             |                                              |  |  |  |  |  |  |  |                                            |
|             | Augustus Sasko-Gothajsko-Altenburský |  |                             |                                              |  |  |  |  |  |  |  |                                            |
|             |                                      |  |                             |                                              |  |  |  |  |  |  |  |                                            |
|             |                                      |  |                             | Šarlota Sasko-Meiningenská                   |  |  |  |  |  |  |  |                                            |
|             |                                      |  |                             |                                              |  |  |  |  |  |  |  |                                            |
|             | Luisa Sasko-Gothajsko-Altenburská    |  |                             |                                              |  |  |  |  |  |  |  |                                            |
|             |                                      |  |                             |                                              |  |  |  |  |  |  |  |                                            |
|             |                                      |  |                             | Fridrich František I. Meklenbursko-Zvěřínský |  |  |  |  |  |  |  |                                            |
|             |                                      |  |                             |                                              |  |  |  |  |  |  |  |                                            |
|             | Luisa Šarlota Meklenbursko-Zvěřínská |  |                             |                                              |  |  |  |  |  |  |  |                                            |
|             |                                      |  |                             |                                              |  |  |  |  |  |  |  |                                            |
|             |                                      |  |                             | Luisa Sasko-Gothajsko-Altenburská            |  |  |  |  |  |  |  |                                            |
|             |                                      |  |                             |                                              |  |  |  |  |  |  |  |                                            |
| Eduard VII. |                                      |  |                             |                                              |  |  |  |  |  |  |  |                                            |
|             |                                      |  |                             |                                              |  |  |  |  |  |  |  |                                            |
|             |                                      |  | Frederik Ludvík Hannoverský |                                              |  |  |  |  |  |  |  |                                            |
|             |                                      |  |                             |                                              |  |  |  |  |  |  |  |                                            |
|             | Jiří III.                            |  |                             |                                              |  |  |  |  |  |  |  |                                            |
|             |                                      |  |                             |                                              |  |  |  |  |  |  |  |                                            |
|             |                                      |  |                             | Augusta Sasko-Gothajská                      |  |  |  |  |  |  |  |                                            |
|             |                                      |  |                             |                                              |  |  |  |  |  |  |  |                                            |
|             | Eduard August Hannoverský            |  |                             |                                              |  |  |  |  |  |  |  |                                            |
|             |                                      |  |                             |                                              |  |  |  |  |  |  |  |                                            |
|             |                                      |  |                             | Karel Ludvík Fridrich Meklenbursko-Střelický |  |  |  |  |  |  |  |                                            |
|             |                                      |  |                             |                                              |  |  |  |  |  |  |  |                                            |
|             | Šarlota Meklenbursko-Střelická       |  |                             |                                              |  |  |  |  |  |  |  |                                            |
|             |                                      |  |                             |                                              |  |  |  |  |  |  |  |                                            |
|             |                                      |  |                             | Alžběta Sasko-Hildburghausenská              |  |  |  |  |  |  |  |                                            |
|             |                                      |  |                             |                                              |  |  |  |  |  |  |  |                                            |
|             | královna Viktorie                    |  |                             |                                              |  |  |  |  |  |  |  |                                            |
|             |                                      |  |                             |                                              |  |  |  |  |  |  |  |                                            |
|             |                                      |  |                             | Arnošt Fridrich Sasko-Kobursko-Saalfeldský   |  |  |  |  |  |  |  |                                            |
|             |                                      |  |                             |                                              |  |  |  |  |  |  |  |                                            |
|             | František Sasko-Kobursko-Saalfeldský |  |                             |                                              |  |  |  |  |  |  |  |                                            |
|             |                                      |  |                             |                                              |  |  |  |  |  |  |  |                                            |
|             |                                      |  |                             | Žofie Antonie Brunšvicko-Wolfenbüttelská     |  |  |  |  |  |  |  |                                            |
|             |                                      |  |                             |                                              |  |  |  |  |  |  |  |                                            |
|             | Viktorie Sasko-Kobursko-Saalfeldská  |  |                             |                                              |  |  |  |  |  |  |  |                                            |
|             |                                      |  |                             |                                              |  |  |  |  |  |  |  |                                            |
|             |                                      |  |                             | Jindřich XXIV. Reuss-Ebersdorf               |  |  |  |  |  |  |  |                                            |
|             |                                      |  |                             |                                              |  |  |  |  |  |  |  |                                            |
|             | Augusta Reuss Ebersdorf              |  |                             |                                              |  |  |  |  |  |  |  |                                            |
|             |                                      |  |                             |                                              |  |  |  |  |  |  |  |                                            |
|             |                                      |  |                             | Karolina Ernestina Erbašsko-Schönberská      |  |  |  |  |  |  |  |                                            |
|             |                                      |  |                             |                                              |  |  |  |  |  |  |  |                                            |